# 旬感!3ch
『旬感!3ch』（しゅんかん!さんちゃんねる）は、2012年4月11日から毎週水曜日に生放送されている、大分放送（OBSテレビ）の情報番組である。

## 概要
OBSテレビでは長年、水曜19時台はTBSまたはMBS制作番組を同時ネットしており、総力報道!THE NEWS終了に伴うローカル枠化後もしばらくはこの体制に変化はなかった。しかし、「海老名さん家の茶ぶ台」（TBS制作）を2012年2月22日を最後に打ち切り、同年4月改編でOBSテレビ初のゴールデンタイムの情報番組として開始されたのが当番組である。また、この番組は大分県のマスメディアで初めてのゴールデンタイムの生放送番組でもある。
テーマソングには大分県出身のヴァイオリニスト、Meiの「sparkling love」を初回から使用している。
放送回にもよるが、視聴率は10%超を記録することもある。

## 出演者
◎はOBSアナウンサー、○は元OBSアナウンサー。

### 2021年4月現在
キャスター
- 小田崇之◎
- 甲斐蓉子◎

ナレーション
- 北里典子[要出典]
- チャーリー・コジマ - 旬感!3minのみ[要出典]

### 過去の出演者
- 松永友美○[4]
- 飯倉寛子◎[5]
- 小野裕子○[6]
- 舘原美幸○[要出典]
- 幸知亜紀[要出典]
- のんシュガー康太○ - 所謂、メガネをかけた佐藤康太[要出典]
- 村津孝仁◎
- 賎川寛人◎
- 財前真由美（元テレビ大分（TOS）アナウンサー）

## 過去の内容
放送回毎に1～2本、地域の話題を特集するほか、以下のコーナーがある（2013年5月時点）。
news focus
- 放送前日までに発生したニュースを紹介する。

旬感!3min（ミニッツ）
- OBSの映像ライブラリーの中から特定の年をクローズアップし、3本程度の懐かしの映像を紹介する。

何しよんの?
- 県内各地の様々な場所を訪問し、イベントや祭りの模様などを取材する。